# The Texas Chainsaw Massacre (videojuego)
The Texas Chainsaw Massacre es un videojuego para la Atari 2600 basado en la película slasher del mismo nombre escrita por Tobe Hooper y Kim Henkel. El juego fue lanzado en marzo de 1983 por Wizard Video Games. El juego fue diseñado y programado por VSS, una compañía de desarrollo de software iniciada por Ed Salvo y varios otros ex-programadores de Games by Apollo.

## Jugabilidad
El jugador asume el papel del villano con motosierra de la película, Leatherface, e intenta asesinar a los intrusos mientras evita obstáculos como vallas, sillas de ruedas y cráneos de vaca. El jugador controla al asesino con el objetivo de perseguir y matar a los viandantes. Cada víctima asesinada le da al jugador 1.000 puntos. El jugador recibe combustible adicional cada 5.000 puntos (5 víctimas). Se pierde una vida cuando la motosierra del jugador se queda sin gasolina. El juego termina cuando se consume el último tanque de gasolina.

## Recepción
Como uno de los primeros videojuegos con temática de terror, The Texas Chainsaw Massacre causó controversia cuando se lanzó debido a la naturaleza violenta del videojuego y se vendió mal; muchas tiendas en su época se negaron a comercializarlo. El otro lanzamiento comercial de Wizard, Halloween, tampoco fue bien recibido.